# Atak pociskami manewrującymi na Damaszek i Hims (2018)
Atak pociskami manewrującymi na Damaszek i Hims – seria uderzeń z morza i powietrza na przypuszczalne lokalizacje broni chemicznej w Syrii przeprowadzonych przez Stany Zjednoczone, Francję i Wielką Brytanię 14 kwietnia 2018 roku tuż po godzinie 4:00 czasu miejscowego (UTC+3).
Przedstawiciele państw uczestniczących w ataku stwierdzili, że dokonali uderzenia w odpowiedzi na atak chemiczny przeprowadzony 7 kwietnia 2018 roku w syryjskim mieście Duma.

## Podłoże konfliktu
7 kwietnia 2018 roku doszło przypuszczalnie do ataku bronią chemiczną w syryjskim mieście Duma, gdzie odnotowano śmierć ponad 60 osób. Z powodu ataku Rada Bezpieczeństwa ONZ opracowywała rozwiązania mające pomóc w reakcji na domniemany atak chemiczny.
Państwa, które brały udział w nalotach, utrzymywały, że syryjski rząd dokonał ataku chemicznego w Dumie, natomiast Syria, podobnie jak sprzymierzona Rosja i Iran, oświadczyła, że nie jest za to odpowiedzialna.
W nocy z 8 na 9 kwietnia doszło prawdopodobnie do przeprowadzonego przez dwa izraelskie myśliwce F-15I ataku lotniczego na bazę T4 (At-Tijas), w której stacjonowali Irańczycy. Syryjskie Obserwatorium Praw Człowieka podało, że w uderzeniu zginęło czternaście osób.

## Operacja wojskowa
Prezydent Stanów Zjednoczonych Donald Trump, wraz z sojusznikami, Francją i Wielką Brytanią, ogłosił atak na syryjski rząd. Trump powiedział: „W żadnych okolicznościach Ameryka nie dąży do niezrozumiałej obecności w Syrii”. Niedługo po wygłoszeniu przez prezydenta Trumpa przemówienia z Białego Domu w Damaszku było słychać silne eksplozje.

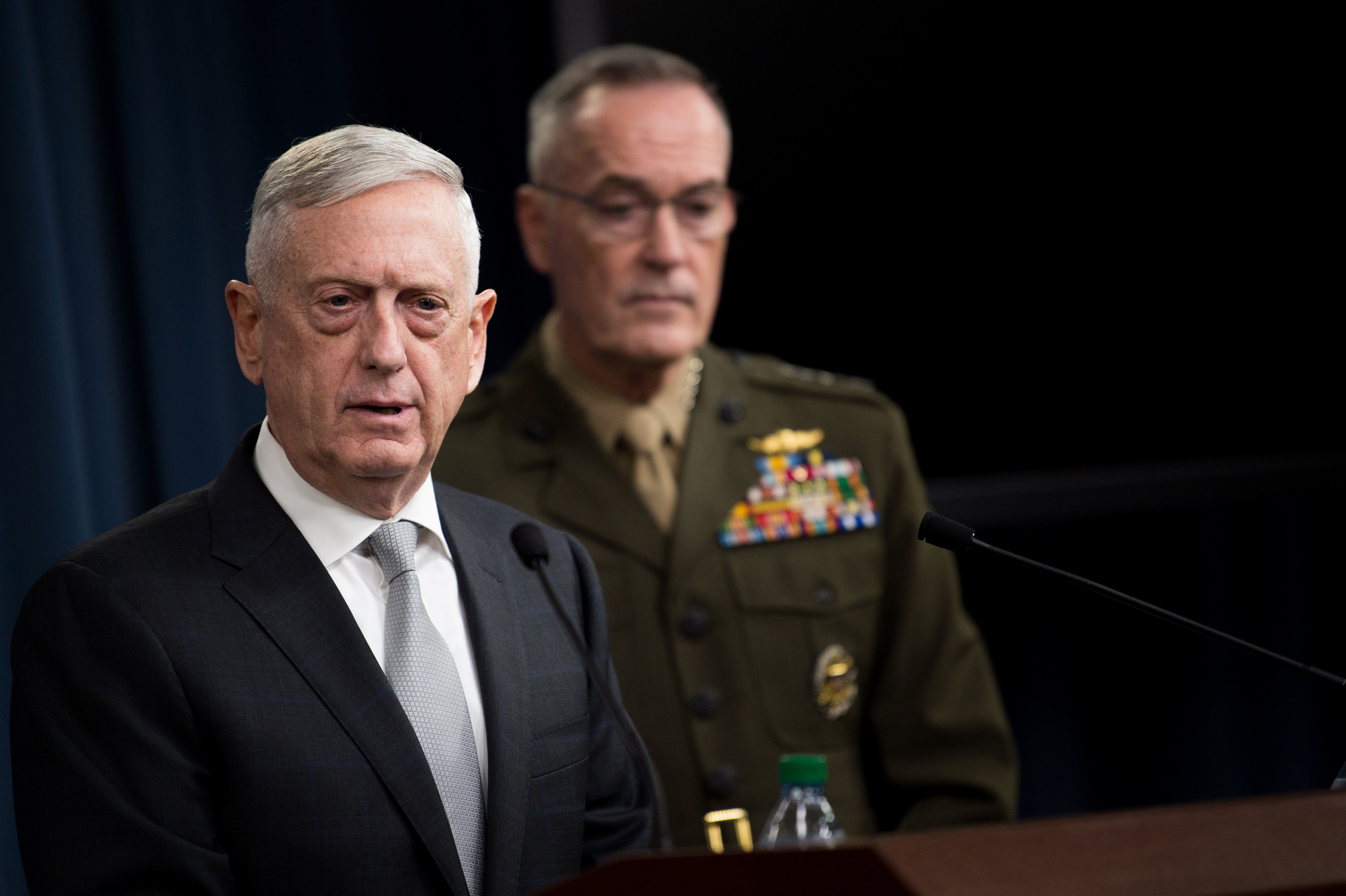
James Mattis (sekretarz obrony Stanów Zjednoczonych) i Joseph Dunford (przewodniczący Kolegium Połączonych Szefów Sztabów) informujący dziennikarzy o ataku

Uderzenie przeprowadzone zostało przez wojska lotnicze i marynarkę wojenną Stanów Zjednoczonych, wojska lotnicze i marynarkę wojenną Francji oraz wojska lotnicze Wielkiej Brytanii. Siły atakujące wykorzystały pociski manewrujące odpalane z okrętów i samolotów. Amerykanie użyli krążownika typu Ticonderoga, dwóch niszczycieli typu Arleigh Burke i jednego okrętu podwodnego typu Virginia oraz samolotów bombowych B-1B Lancer. W sumie Amerykanie odpalili 66 pocisków Tomahawk i 19 pocisków JASSM; dla tych drugich było to pierwsze użycie w warunkach bojowych. Oprócz tego Amerykanie zapewnili lotnictwu osłonę w postaci myśliwców F-15 i F-16 oraz samolotu walki elektronicznej EA-6B Prowler.
Francuzi delegowali do operacji fregatę „Languedoc” typu Aquitaine i pewną liczbę myśliwców wielozadaniowych Dassault Rafale (wykorzystano pociski manewrujące SCALP-EG w wersji lotniczej i morskiej), a Brytyjczycy – samoloty uderzeniowe Tornado GR.4 (wykorzystano pociski Storm Shadow).
Rozpoznanie przed, w trakcie i po operacji wykonywały drony RQ-4B Block 40 i samoloty załogowe RC-135U.
Sekretarz obrony Stanów Zjednoczonych James Mattis powiedział, że w pierwszym ataku użyto ponad dwukrotnie więcej pocisków w porównaniu z atakiem powietrznym Stanów Zjednoczonych na bazę lotniczą Szajrat (2017). Generał Kenneth McKenzie z US Marine Corps podał, że odpalono łącznie 105 pocisków manewrujących, i określił uderzenie jako „precyzyjne, przytłaczające, efektywne”.
Syria odpowiedziała, używając systemów obrony powietrznej, a państwowe media wyemitowały materiały wideo, które przedstawiały odpalone pociski przeciwlotnicze. Generał McKenzie powiedział, że Syryjczycy wystrzelili około 40 pocisków przeciwlotniczych, ale żaden z nich nie trafił, a po upadku na ziemię pociski te mogą stanowić zagrożenie dla osób postronnych.
Przewodniczący Kolegium Połączonych Szefów Sztabów, Joseph Dunford, przekazał informację, że na cel ataku wybrano trzy lokalizacje: centrum badawcze w Damaszku, obiekt nieopodal Hims, w którym miała być magazynowana broń chemiczna, a także magazyn, w którym przechowywano sprzęt, i centrum dowodzenia – również w okolicy Hims. Brytyjskie Ministerstwo Obrony poinformowało, że pociski wystrzelone z czterech brytyjskich Tornad GR.4 trafiły w pozycje w Hims, gdzie miała znajdować się broń chemiczna.

## Oświadczenia

### Państwa będące stronami konfliktu

#### Syria
W syryjskiej telewizji państwowej poinformowano, że Syria odpowiedziała na ataki wystrzeliwując pociski przeciwlotnicze. Stwierdzono również, iż w pobliżu miasta Al-Kiswa (na południe od Damaszku) syryjska obrona powietrzna zestrzeliła trzynaście nadlatujących pocisków.

#### Francja
14 kwietnia prezydent Emmanuel Macron powiedział w oświadczeniu, że „czerwona linia [Francji] została przekroczona”, odnosząc się tymi słowami do poprzednich ataków w Dumie. Poinformował także, iż syryjski rząd „bez wątpienia” przeprowadził atak, i opisał naloty jako mające na celu zatrzymanie produkcji syryjskiej broni chemicznej.

#### Wielka Brytania
W trakcie ogłaszania ataku, premier Theresa May poinformowała, że „nie było żadnej praktycznej alternatywy aniżeli użycie siły” by zaradzić użyciu przez syryjski rząd broni chemicznej.

#### Stany Zjednoczone
Prezydent Donald Trump ogłosił agresję w telewizyjnym przemówieniu, argumentując, że naloty były częścią starań mających na celu powstrzymanie Asada przed użyciem broni chemicznych. Stwierdził, że Stany Zjednoczone były „przygotowane kontynuować te przeciwdziałania” do momentu aż rząd w Syrii zaprzestanie korzystania z broni chemicznych.
Amerykański dziennik „The New York Times” doniósł, że reakcje pierwotnie były podzielone między kręgami adherentów, gdzie członkowie Partii Republikańskiej (ugrupowanie Trumpa) zasadniczo wspierali inicjatywę, natomiast przedstawiciele Partii Demokratycznej w znacznym stopniu byli krytyczni wobec tego typu działań. Republikanie, Tom Cotton i Orrin Hatch, pochwalili atak. Senator Demokratów, Tim Kaine, powiedział, że ingerencja przyniosłaby efekt przeciwny do zamierzonego, przy czym ostrzegł, że Trump był zbyt ochoczy do prowadzenia wojny. Kaine podkreślił w swojej wypowiedzi, że „decyzja prezydenta Trumpa by dokonać ataku z powietrza przeciwko syryjskiemu rządowi bez zgody Kongresu jest niezgodna z prawem i – bez szerszej strategii – jest ona lekkomyślna”.

### Inne państwa

#### Australia
Premier Malcolm Turnbull poparł atak, określając go jako „wyraźny przekaz” dla Asada. Turnbull zauważył, że Iran, jako główny sojusznik Rosji i Syrii, musi wywrzeć presję na reżim by powstrzymać nadużywanie przez nich prawa międzynarodowego i praw człowieka.

#### Kanada
Premier Justin Trudeau w swoim oświadczeniu poparł naloty koalicji.

#### Polska
Prezydent Polski Andrzej Duda, w sprawie przeprowadzonej w Syrii koalicyjnej operacji, stwierdził: „Wspieramy te działania, ponieważ były one potrzebne. Uczciwe państwa nie mogą dopuścić do tego, żeby niewinni ludzie byli zabijani przy użyciu broni chemicznej”.